# Cycnorhamphus

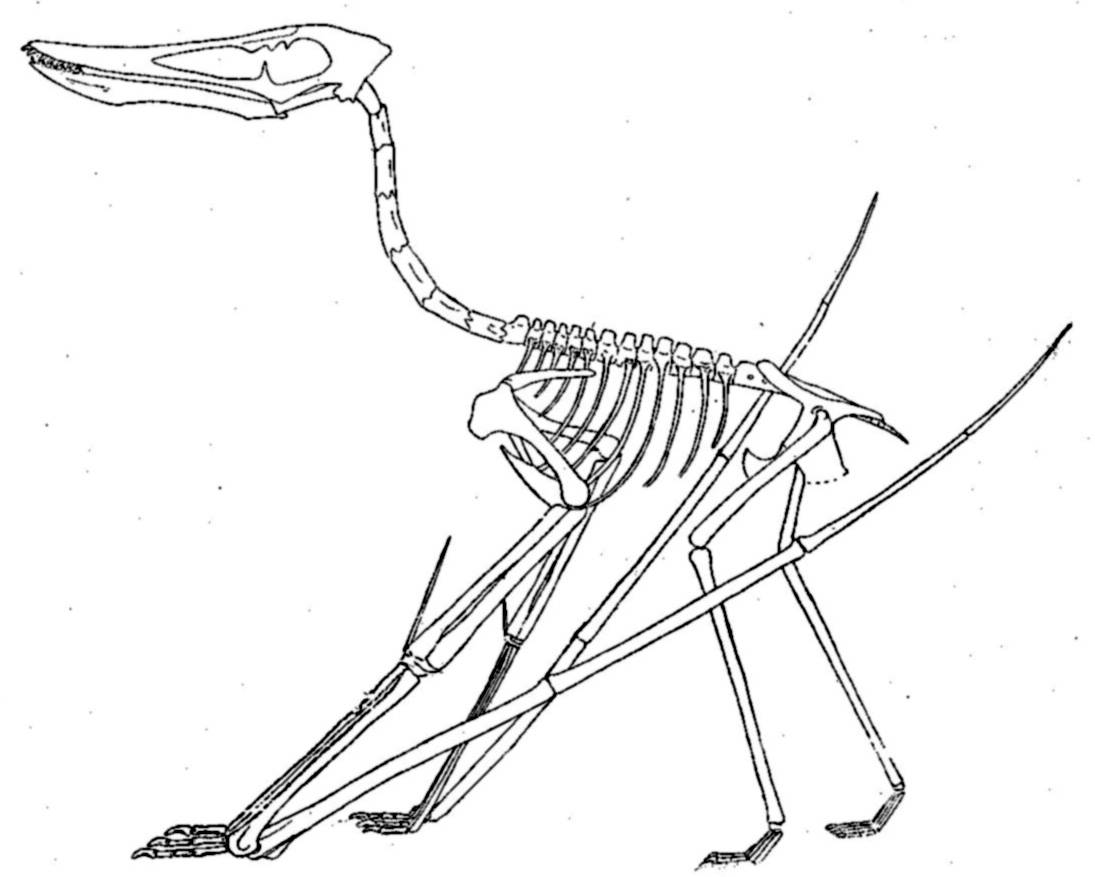
Reconstrucción antigua del esqueleto de Cycnorhamphus suevicus

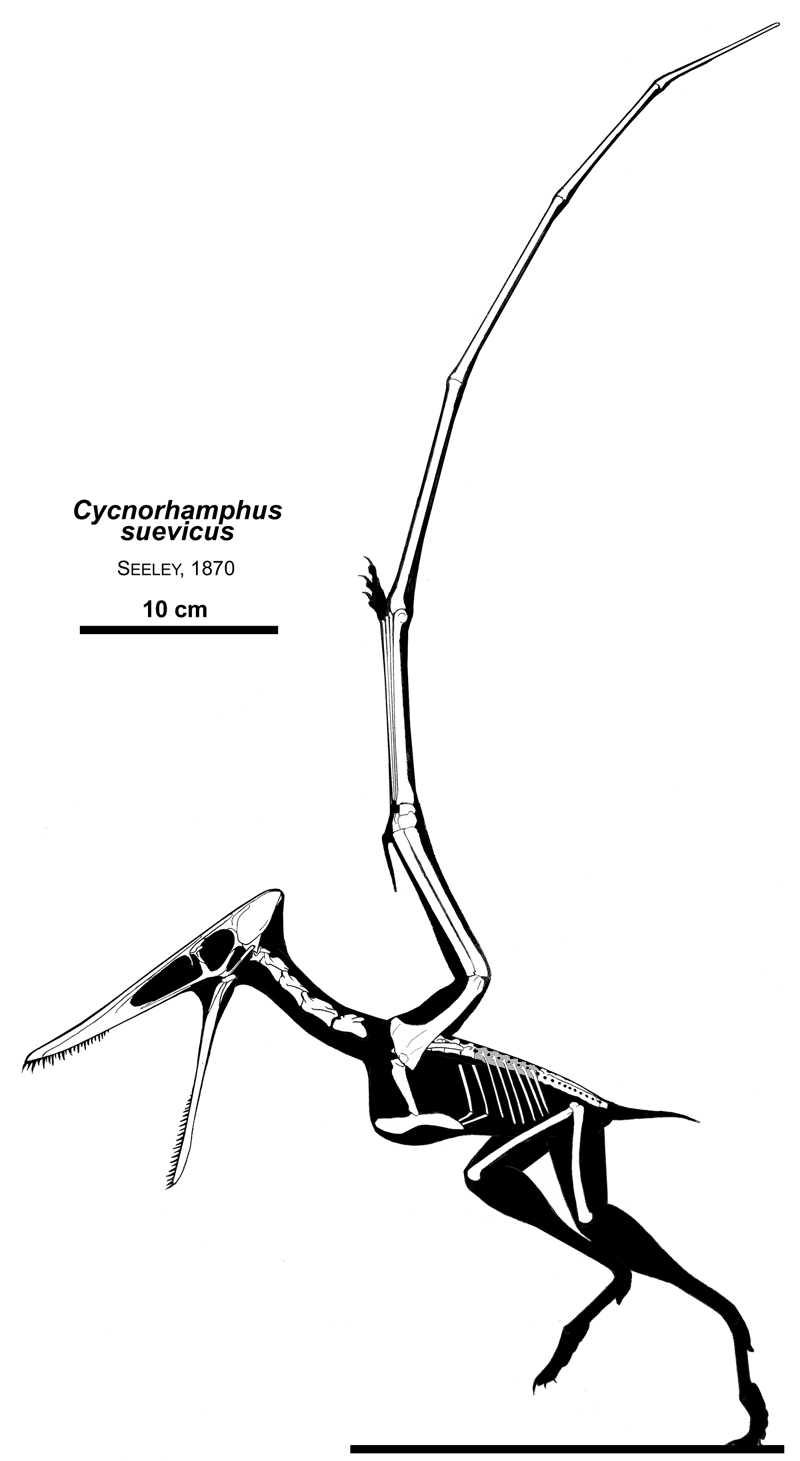
Diagrama esquelético.

Cycnorhamphus (nombre que significa "pico de cisne") es un género extinto de pterosaurio pterodactiloide ctenocasmatoideo del Jurásico Superior de Francia y Alemania.
En 1855 un fósil en una placa de esquisto del Titoniense, encontrada cerca de Nusplingen en Württemberg, holotipo GPIT "Orig. Quenstedt 1855, Taf. 1", fue nombrada Pterodactylus suevicus por Friedrich August Quenstedt.
En 1870 Harry Govier Seeley la asignó a un nuevo género: Cycnorhamphus. Sin embargo, en 1907 Felix Plieninger rechazó esta división, una opinión compartida por muchos paleontólogos en ese momento. En 1974 Jacques Fabre concluyó que una nueva especie encontrada y nombrada por él, Gallodactylus canjuersensis, era congenérica con P. suevicus, pero él no revivió a Cycnorhamphus, sino que juzgó que este último nombre no estaba disponible debido a los errores en la diagnosis hechos por Seeley. P. suevicus entonces fue renombrado como Gallodactylus suevicus. Sin embargo, en 1996 Christopher Bennett señaló que dichos errores no invalidaban el nombre y por lo tanto Cycnorhamphus tenía prioridad, haciendo a Gallodactylus canjuersensis C. canjuersensis. En 2010, Bennett publicó un re-estudio de los fósiles, concluyendo que las diferencias entre las dos especies podían ser explicadas por edad, sexo o variación individual, y formalmente sinonimizó a C. canjuersensis y C. suevicus.
Cycnorhamphus tenía un largo hocico con dientes sólo en el frente de sus mandíbulas, posiblemente como una adaptación para buscar invertebrados en el fango. Su envergadura era de cerca de 135 centímetros.El hocico de Cycnorhampus era diferente al de otros pterosaurios, ya que estaba curvado hacia arriba y hacia abajo